# Dmenin-Władysławów
Dmenin-Władysławów (do 2019: Władysławów) – część wsi Dmenin w Polsce, położona w województwie łódzkim, w powiecie radomszczańskim, w gminie Kodrąb.
W latach 1975–1998 jako Władysławów administracyjnie należał do województwa piotrkowskiego.